# Plan d'eau des Filatures
Le plan d'eau des Filatures est un lac d'une superficie de 0,5 ha situé à Saint-Vincent-de-Reins, dans le Rhône.